# Nicos Jaritz
Nikola „Nicos“ Jaritz (* 1953 in Leutschach/Steiermark) ist ein österreichischer Perkussionist und Bandleader des Latin Jazz.
Jaritz spielte zunächst die Snare Drum in Schulbands, mit denen er Beatmusik und Blues spielte. Nach dem Gewinn eines Bandwettbewerbs kam es mit The Skin zu ersten Aufnahmen in einem ORF-Studio. Seit 1975 war er in der Jazzszene von Graz aktiv und arbeitete seit 1978 mit Karlheinz Miklin und Ewald Oberleitner in seinem Sextett zusammen. Zwei Jahre später entstand seine erste LP unter dem Titel Macumba mit sowohl afro-brasilianischen Kompositionen von Jaritz als auch Stücken von Miklin. Weitere LPs des Jaritz Ensembles und der Jaritz Unidad folgten bis 1992. Durch diese Aufnahmen, die häufig auch Grundlage für Remixe von DJs waren, wurde er auch in Kuba bekannt. Ab 1993 veröffentlichte Jaritz seine Aufnahmen auf dem Grazer Jazzlabel SOS Music. 

## Diskographische Hinweise
- Nikola Jaritz/Afro-Cuba CD: SOS Music J-015  LP: SOS Music L-001 (2014)
- La Sangre del Ritmo (1981–92, EmArcy)
- Los Jaritz Nicos Jaritz en Cuba (SOS Music J-004)
- Los Jaritz Viva Cuba (SOS Music J-007)